# SV Münster 91
Die Schwimmvereinigung Münster von 1891 e.V. ist ein deutscher Sportverein mit Sitz in der nordrhein-westfälischen Stadt Münster.

## Volleyball
Die erste Männer-Mannschaft stieg zur Saison 1978/79 in die zweite Bundesliga Nord auf. Mit 12:24 Punkten stieg das Team jedoch nach einer Saison wieder in die Regionalliga ab. Auch die erste Frauen-Mannschaft schaffte einmalig den Aufstieg in die zweite Liga. Auch sie stiegen in der einzigen dortigen Saison (1986/87) mit 2:34 Punkten direkt wieder ab.